# Ad Reinhardt
Ad Reinhardt, właściwie Adolph Frederick Reinhardt (ur. 24 grudnia 1913 w Buffalo, zm. 30 sierpnia 1967 na Manhattanie w Nowym Jorku) – amerykański artysta, pisarz, krytyk sztuki, wykładowca uniwersytecki, od lat 30. malarz ekspresjonista abstrakcyjny.
Był synem imigrantów: Rosjanina i Niemki. W latach 1931–1935 studiował historię sztuki na Uniwersytecie Columbia. W latach 1944–1945 służył w amerykańskiej marynarce wojennej. Był niezwykle krytycznie nastawiony do rozwijającego się po wojnie nowojorskiego rynku sztuki, czemu upust dawał w serii rysunków „Art Comic” z lat 1945–1956, publikowanych w liberalnym, lewicowym czasopiśmie PM, a później przedrukowanych w ArtNews. W latach 1952–1953 był wykładowcą na wydziale sztuki Uniwersytetu Yale. W latach 1950–1953 pracował nad serią obrazów czerwono-niebieskich w bardzo zbliżonej do siebie kolorystyce. Obrazy te malował pod wpływem poznanego ówcześnie Josefa Albersa i jego obserwacji dotyczących barw. Dzięki transformacji jaką przeszedł, jego obrazy stopniowo stały się prostoliniowe i symetryczne, a zestawy kolorów monochromatyczne. Tendencję tę widać w stworzonej od roku 1954 najbardziej znanej serii obrazów w bardzo ciemnej, ledwie rozróżnialnej kolorystyce (niemal czarnych).